# Hronologija značajnih događaja za Jevreje Niša do 1945.
Hronologija značajnih događaja za Jevreje Niša do 1945. je sažeti prikaz istorijata jevrejske zajednice u Nišu, koja u ovom gradu, kao značajnoj raskrsnici balkanskih puteva postojala od 4. veka, ili rimsko doba, kada su zabeleženi prvi tragovi života jevrejske zajednice na prostoru današnje Srbije pa sve do 1945. godine, kada je ova zajednica u holokaustu praktično uništena.

## Hronologija događaja
4. vek pre n. e.
Prvi tragovi života jevrejske zajednice na prostoru današnje Srbije datiraju iz 4. veka, kada su se Jjevreji prtežno naseljavali sa osvajačkim pohodima Rima i, kao i na drugim mestima do kojih je dopirala vlast Rimske carevine, i u Naisusu su se delom zaustavili i potom vekovima prolazili kroz sva iskušenja opstanka većinskih naroda, na Balkanskom poluostrvu. 
1492.
Progon Jevreja (Sefarda) iz Španije, nakon čega je usledio veći talas njihovog doseljavanja na teritorije južnoslovenskih zemalja.
16. vek
Postoje podaci koji ukazuju na to da je već postojala Jevrejska opština u Nišu
16 — 17. vek
Život i delatnost Jevreja tokom Osmanskog carstva intenzivno se razvija
1651.
Postoje pisani dokumenti iz ove godine koji ukazuju na postojanje jevrejske zajednice u Nišu
1781.
Edikt o toleranciji Josipa II obeležava početak emancipacije Jevreja
1878.
Prema popisu stanovništva, nakon oslobođenja Niša od Osmanskog carstva u Nišu je 1878 godine živelo 900 Jevreja.
Te godine Niš je ušao u sastav Kneževine Srbije, pa je za Jevreje u Nišu važili tadašnji srpski zakoni koji su ih u mnogome ograničavali i diskriminisali. Oduzimana im je imovina i uveden dodatni porez. Zabranjeno im je ritualno klanje stoke. Pazarni dan, koji je do tada bio ponedeljkom, prebačen je na subotu, što im je štetilo, jer niko od njih nije otvarao radnje na taj sveti dan (Šabat, שבת).
1879.
Požar koji je izbio 15. avgusta 1879. zahvatio je čitavu jevrejsku mahalu Niša. U tom velikom požaru požaru nestala je Jevrejska mahala sa Sinagogom u Davidovoj ulici El Kal Grande u Nišu.
1888.
Jevreji na teritoriji današnje Srbije dobijaju novim Ustavom punu ravnopravnost
1909.
Osnovano je pevačko društvo David (דוד) koje je uveseljavalo publiku na gradskim proslavama, venčanjima i u mnogim drugim prilikama.
1914 — 1918.
U Prvom svetskom ratu Jevreji Niša preživeli su sva stradanja stanovništva u Srbiji i kao vojnici u redovima srpske vojske prešli su put od albanske golgote do pobede i povratka u Srbiju.  
1919.
Osnovana krovna organizacija jevrejskih veroispovesnih opština Kraljevine SHS (kasnije Savez veroispovesnih opština Jugoslavije)
1919.
Osnovan Saveza cionista Jugoslavije, nakon stvaranja Kraljevine Jugoslavije.
1919.
Ministarstvo unutrašnjih poslova Kraljevine Srba, Hrvata i Slovenaca izdaje naredbu o izgonu stranaca.
1923.
Osnovan Savez rabina Jugoslavije sa sedištem u Beogradu
1925.
Završena izgradnja Nove sinagoge u Nišu. Radovi na novom zdanju, smeštenom na broju 2 u Davidovoj ulici u Nišu, otpočeli su u aprilu 1924. godine, a završili se
godinu dana kasnije. Arhitekta je bio Hoze Albala iz Beograda, ali se veruje da su u projektovanju ove građevine podignute u stilu Art Nuvoa učestvovale i druge arhitekte iz Beograda, Milan Kapetanović i Viktor Azrijel.
1927.
Jevrejska veroispovesna zajednica u Nišu, te godine brojala je 90 članova (dok je istovremeno u gradu živelo 430 Jevreja).
1929.
te godine stupio je na snagu Zakon o verskoj zajednici Jevreja, koji je podelio jevrejsku zajednicu u Jugoslaviji na ortodoksnu i neološku
1929.
Osnovan sportski klub „Cion” (ציון) u Nišu, koji je brojao 30 članova, zajedno sa igračima, i imao podmladak od dvadesetoro dece uzrasta od 6 do 10 godina
Skauti su brojali 20 omladinaca. Žensko humanitarno društvo Debora (דבורה) koje se naročito brinulo o siromašnim porodicama i WIZO – Svetska organizacija cionističkih žena.
1930.
Osnovano najveće cionističko društvo na prostorima tadašnje Jugoslavije, Hašomer hacair (Mladi stražar).
Osnovano je Žensko humanitarno društvo Debora (דבורה) koje se naročito brinulo o siromašnim porodicama i WIZO – Svetska organizacija cionističkih žena
1931.
U popisu stanovništva  u Jugoslaviji popisano je 71.000 Jevreja. 
1934.
Nakon ubistva kralja Aleksandra svi Jevreji u Nišu čije državljanstvo nije bilo regulisano proterani su iz Jugoslavije
1938.
Prva kulturna događanja cionističe grupe Bijalik u Nišu
1940.
Uoči Drugog svetskog rata, jevrejska zajednica brojala je 360 članova.   
1941 — 1945.
Početak Drugog svetskog rata kao i za brojne jevrejske zajednice širom Evrope tako i za nišku, označio je početak njihovog holokausta. Teror i nasilje nad Jevrejima počeli su u Nišu odmah nakon formiranja Feldkomandature 809. Prva protivjevrejska uredba izašla je 31. maja 1941. godine, i predviđala je da se u roku od dve nedelje od dana njenog objavljivanja svi Jevreji registruju i obeleže trakom na rukavu sa natpisom „Jude“. Takođe je predviđala registraciju i konfiskaciju pokretne i nepokretne jevrejske imovine sa zabranom vlasnicima da njom raspolažu, ograničenje kretanja, zabranu obavljanja javnih funkcija kao i zabranu korišćenja tramvajske linije Niš-Niška banja.
Nakon formiranja vojnih i civilnih vlasti u Nišu, za Jevreje od 14 do 60 godina i Jevrejke od 14 do 40 godina zaveden je prinudni rad. Jevreji su radili u magacinima, stovarištima, na utovaru i istovaru na železničkoj stanici, na gradnji puta Niš—Medoševac, Popovac—Novo Selo itd.
Odabrana grupa je dobila bele trake sa natpisima nemačke radne komande i poslata je da raščišćava ruševine po gradu i u okolini. Potom su bili određeni da ograde (odvoje) budući logorski kompleks na Crvenom Krstu od susedne konjičke kasarne, gde su se u to vreme nalazili ratni zarobljenici, čekajući transport u Nemačku. Radili su na podizanju stubova i postavljanju bodljikave žice.
Za vreme Drugog svetskog rata Nemci su sinagogogu koristili kao magacinski prostor, a Jevreje izložili do tada neviđenoj torturi.
U oktobru 1941. godine, prvo su uhapšeni svi Jevreji muškarci i odvedeni u logor Crveni krst. Potom je to učinjeno i sa ženаma i decom. Najveći deo jevreja iz ovog logora ubijen je na brdu Bubanj, a do je odvedeni u logor Sajmište u Zemunu.
Tako će zajedno sa Jevrejima iz drugih gradova južne Srbije, poput Prokuplja, i skoro svi niški Jevreji bili žrtve Holokausta.
Mali broj Jevreja, koji su uspeli da se spasu, vratili su se nakon rata u Niš.

## Literatura
- M. Rozen, In the Mediterranean Routes, The Jewish-Spanish Diaspora from the Sixteenth to Eighteenth Centuries, Tel Aviv 1993; (језик: хебрејски)
- E. Benbassa and A. Rodrigue, The Jews of the Balkans: The Judeo-Spanish Community, 14th to 20th Centuries, Blackwell Publishers, Oxford, England and Cambridge, Massachusetts 1995.
- P. F. Sugar, Southeastern Europe under Ottoman Rule, 1354-1804, University of Washington Press 1996, 267-270.
- Ј. Тадић, Из истроије Јевреја у југоисточној Европи, Јеврејски алманах 1959-1960, 29-53

## Spoljašnje veze
- Елаборат о Јеврејима
- Поштовање других (Срби и Јевреји)
- О концентрационом логору Сајмиште Архивирано на веб-сајту  (1. септембар 2018)
- Страдања српских Јевреја („Вечерње новости“, фељтон 9-21.12.2009) Архивирано на веб-сајту  (10. јануар 2019)